# Maria Muzitxuk
Maria Olèhivna Muzitxuk (ucraïnès: Марі́я Оле́гівна Музичу́к, nascuda el 21 de setembre de 1992) és una jugadora d'escacs ucraïnesa, l'excampiona del món femenina, que té els títols de Mestre Internacional des de 2008 i de Gran Mestre Femení des de 2007. El novembre de 2010 era la cinquena millor jugadora del món. Té una germana gran, Anna Muzitxuk, també escaquista.
A la llista d'Elo de la FIDE del desembre de 2021, hi tenia un Elo de 2539 punts, cosa que en feia la jugadora número 1 (femenina, en actiu) d'Ucraïna, el número 30 del rànquing ucraïnès absolut, i la 6a millor jugadora mundial. El seu màxim Elo va ser de 2563 punts, a la llista del març de 2016.

## Resultats destacats en competició
El 2002 fou Campiona femenina d'Europa Sub-10, a Peníscola. El 2005 fou tercera al Campionat del món Sub-14 a Belfort.
Es va classificar per la final a 16 del campionat del món femení de 2010, però va perdre contra Dronavalli Harika en un play-off per sistema Armageddon, després d'empatar en les partides a ritme estàndard.
Va guanyar la 72a edició del campionat d'Ucraïna femení el 2012, amb 6,5/9 (+4 =5 -0) per davant de Katerina Lahnó i Anna Uixènina als tiebreaks (ronda de desempat). Es va classificar pel campionat del món femení de 2012, on va guanyar les dues primeres eliminatòries, contra Cristina-Adela Foisor i Maritza Arribas Robaina respectivament, abans de ser eliminada a la tercera ronda contra Zhao Xue.
A finals del 2013 va jugar el Campionat d'Europa per equips al tercer tauler de la selecció ucraïnesa. Hi va puntuar 6.5/8 i l'equip ucraïnès va guanyar la medalla d'or.
Va esdevenir campiona del món femenina en guanyar el Campionat del món d'escacs femení de 2015 (eliminatòries). A la primera ronda empatar contra Yuanling Yuan en les partides a ritme clàssic, i la derrotà després als tiebreaks. A la segona ronda, va empatar amb Monika Socko en les partides a ritme clàssic, i la va derrotar els tiebreaks. A la tercera ronda, va derrotar l'excampiona del món Antoaneta Stéfanova a les partides clàssiques amb un marcador d'1½ - ½. Als quarts de final va derrotar la número u del torneig Humpy Koneru als tiebreaks, i després derrotà Dronavalli Harika a la semifinal també als tiebreaks, i a la final derrotà Natàlia Pogónina amb un marcador de 2½ - 1½. Com a conseqüència, es proclamà campiona del món, i va obtenir el títol de Gran Mestre Internacional, es va classificar pel Campionat del món femení de 2016 i també per la Copa del Món de 2015 que se celebrarà a Bakú, Azerbaidjan.
El març de 2016, a Lviv (Ucraïna), defensà el seu títol contra Hou Yifan al Campionat del món d'escacs femení de 2016, i després de nou de les deu partides, perdé el matx per 3 a 6. L'any següent, va decidir no anar a disputar el Campionat del món de 2017, en protesta per la seva localització a l'Iran, on era obligatori per les dones de fer servir l'hijab en públic (regla la qual també s'aplicaria a les jugadores participants). També el 2017, fou cinquena al Campionat d'Europa femení a Riga (la campiona fou Nana Dzagnidze).
El maig de 2019 fou una de les vuit jugadores que va disputar el recentment reinstaurat Torneig de Candidates que serviria per determinar l'aspirant al títol mundial en el Campionat del món d'escacs femení de 2020, i hi acabà cinquena, amb 6.5/12 punts; la campiona fou Aleksandra Goriàtxkina.